# کاچاگورکا
کاچاگورکا (به لهستانی:  Kaczagórka) یک روستا در لهستان است که در گمینا پوگوژلا واقع شده‌است.